# Coenosia toshua
Coenosia toshua är en tvåvingeart som beskrevs av Huckett 1934. Coenosia toshua ingår i släktet Coenosia och familjen husflugor. Inga underarter finns listade i Catalogue of Life.